# ابراهیم‌خان یمین‌السلطنه
ابراهیم‌خان یمین‌السلطنه دومین شهردار پس از انقلاب مشروطه در ابتدا بر اساس قانون بلدیه مصوب ۱۲۸۶د شهردار بر اساس رای اعضای انجمن شهر  انتخاب می‌گردید به این معنی که رئیس انجمن شهر، ریاست بلدیه را بر عهده می‌گرفت. اما بعد از مدتی این امر کنار نهاده شد و ریاست بلدیه زیر نظر مستقیم وزارت داخله کار خود را شروع کرد. یمین السلطنه نخستین فردی بود که پس از این تغییر قانون به سمت شهرداری تهران منصوب شد. وی جانشین خلیل ثقفی شد. او در این سمت به مدت ۷۲ ماه خدمت کرد و پس از کودتای سید ضیاء در سال ۱۲۹۹ جای خود را به گاسپار ایپگیان داد.